# ラクトースシンターゼ
ラクトースシンターゼ（英：Lactose synthase、EC 2.4.1.22）は、グルコースとUDP-ガラクトースからラクトースを合成する酵素である。ラクトースシンターゼは、N-アセチルラクトサミンシンターゼとα-ラクトアルブミンで構成されている。
UDP-ガラクトース + D-グルコース → ラクトース + UDP